# 丹羽文雄
丹羽 文雄（にわ ふみお、1904年〈明治37年〉11月22日 - 2005年〈平成17年〉4月20日）は、日本の小説家。日本芸術院会員、文化功労者、文化勲章受章者。位階は従三位。
三重県出身。複雑な生い立ちに立脚した私小説風作品や宗教的作品、マダム物をはじめとする風俗小説、戦争物などを独自のリアリズムで旺盛に執筆し、多数の読者と高い評価を得た。昭和を代表する作家の一人である。また、文壇の大御所的存在であり、各種文学賞の選考委員や、日本文芸家協会会長・理事長などを歴任したほか、「文学者」を主宰して後進の育成にも尽力した。中村光夫と風俗小説論争を展開したことでも知られる。

## 略歴
三重県四日市市北浜田にある浄土真宗専修寺高田派の崇顕寺（現存する。浜田保育園も併設）で住職を務める父・教開の長男として生まれた。母・こうは、文雄が4歳のときに旅役者の後を追って出奔した。この母への思慕と追憶が、文雄の作品世界には投影されている。母の出奔は、婿養子に来た父が、母の母つまり祖母と男女関係を結んでいたからである。丹羽はのち『菩提樹』にこのことを書き、『ひとわれを非情の作家と呼ぶ』でより平明に説明している。この原体験が、丹羽をして人間の業を見つめる作家となし、その救いを浄土真宗に求める結果となった。
三重県立富田中学校（三重県立四日市高等学校の前身校の1つ）を経て、第一早稲田高等学院に入学。本来は父の跡を継いで僧侶となるために、浄土真宗系の上級学校に進学するべきところであったが、文雄はすでに文学者を志望していたため、父や檀家には、仏教に関連の深い哲学科に進学するためと偽って、同校へすすんだ。
高等学院在学中に、上級生の尾崎一雄と知り合い、文学面でも大きな感化を受け、さらに尾崎の紹介で火野葦平らが発行していた同人誌『街』に加わり、小説「秋」を寄稿した。『街』の廃刊後は、尾崎らと同人誌『新正統派』を創刊し、精力的に小説を発表した。
1929年に早稲田大学文学部国文学科を卒業後、生家の寺で僧職に就く。同人誌『新正統派』に発表した小説「朗かなある最初」が永井龍男によって評価され、その依頼で書いた「鮎」（『文藝春秋』1932年4月）が文壇で注目され、僧職を捨てて上京し、早稲田大学時代の同棲相手の家に住んだ。新進作家として注目され、『中央公論』や『文藝』の新人特集に『贅肉』『百日紅』が相次いで掲載された。
日中戦争では日本文学報国会の前身となる漢口攻略戦の「ペン部隊」役員に選ばれるなど貢献を果たしたが、
1941年8月の内閣情報局による大量発禁処分では、丹羽の小説も「風俗壊乱の恐れ」のある一つとして槍玉にあがった。
さらに太平洋戦争が始まると海軍の報道班員として重巡洋艦「鳥海」に乗り組み、第一次ソロモン海戦に従軍。その見聞を小説「海戦」にまとめた。
戦後は1947年（昭和22年）2月に『展望 (雑誌)|展望』に掲載した『深夜の酒宴』で執筆活動を再開。東京・銀座などを舞台とした風俗小説が人気を博し、一躍流行作家となるが、中村光夫から「風俗小説」として批判され、論争となった。50くらいまでは私小説的な作品が多かったが、50を過ぎてから、恋愛を中心とした長い小説を書くようになる。また『小説作法』はベストセラーとなり多くの文学青年に読まれた。
一方、執筆に行き詰りを感じていた時に亀井勝一郎から「（丹羽の小説は）親鸞から逃れようとしているが、結局は親鸞の足元で遊んでいる」と指摘されたことをきっかけに自らの宗教観について付き詰めて考え始め、のちに『親鸞』『蓮如』などの宗教者を描いた小説を多く残した。文壇の大御所的存在で、後進との交流にも熱心であった。1950年代には同人誌『文学者』を主宰、瀬戸内寂聴や吉村昭、津村節子、富島健夫、中村八朗たちを育成した。また舟橋聖一とは自他共に認めるライバル関係だった。1956年から日本文藝家協会理事長、61年会長を兼任、69年理事長を辞任し、72年まで会長を務めた。
1977年に文化勲章受章、文化功労者。
1987年から1990年にかけ、アルツハイマー型認知症の症状が表れたことから、多数務めていた役職を整理し、表舞台から退いた。1997年に娘・本田桂子が瀬戸内寂聴のすすめで、病気の経緯と11年に渡る介護についての手記を『婦人公論』に公表し、『父・丹羽文雄 介護の日々』を出版 し話題となった。桂子は献身的な介護生活を続けながら、反響を受け全国各地に講演・提言に行き、また2000年11月に主婦の友社から『父・丹羽文雄 老いの食卓』を刊行、多忙な日々を送っていたが、2001年4月に先に虚血性心疾患で急逝した。以降は孫たち等による介護を受けていた。　　
2005年4月20日午前0時25分、肺炎のため自宅で逝去した。100歳没。当時最年長の日本芸術院会員であった。
故郷の三重県四日市市の四日市市立博物館には『丹羽文雄記念室』が設けられ、丹羽文雄の文学に触れられるようになっている。

## 人物
- ゴルフを愛した人としても知られ、文壇にゴルフを広めた人でもある[12]。
東京の小金井カントリー倶楽部や夏の間は別荘のあった軽井沢の軽井沢ゴルフ倶楽部などで源氏鶏太、柴田錬三郎、阿川弘之といった文士たちが丹羽と共にゴルフを楽しむ為に集ったことも多かったことから、いつしか『丹羽学校』という呼び名も付けられた程である。また、ゴルフ関連のエッセイなども書いている。また、やはりシングル・プレイヤーであった石川達三の二人が、「文壇ではずば抜けている」と言われた。
- 無名時代、丹羽は、銀座のクラブでホステスをしていた妻が関係を持った50人近い男性の名前を書いたリストを見つけた。その中には友人の武田麟太郎の名もあり、屈辱感から妻の体に触れることをやめたが、生活のため婚姻関係を続け、夜の世界を描いた「クラブもの」と呼ばれる一連の作品群を執筆した。男と家出した実母と同様、そういう生き方をせざるを得なくなった妻の人生を思うと、憎しみは湧かなかったという[13]。
- 日本文藝家協会理事長時代に文芸美術国民健康保険組合設立に尽力した。

## 剽窃問題
1972年に丹羽の小説に、林田茂雄『たくましき親鸞』、重松明久『覚如』といった研究史伝からの剽窃があることが問題になり、論争になった。丹羽は、学術書の引用は慣習化されていると述べ、小説が終わった時に参考書を列記すればいいと考えていた、と弁明したが、後に文芸家協会の役職を辞任し、問題となった連載作品『蓮如』各号ごとに謝意表明の文章を入れるなどにより解決をみた。

## 受賞など
- 1942年 「海戦」 中央公論賞。従軍した際の経験をまとめた小説。
- 1953年 「蛇と鳩」（『週刊朝日』1952年4月27日-12月14日）第6回野間文芸賞。新興宗教をテーマにした小説で、描かれる紫雲現世会は立正佼成会がモデルとされる[15]。1953年に映画化[16]。
- 1961年 「顔」毎日芸術賞
- 1965年 日本芸術院会員
- 1967年 「一路」読売文学賞
- 1970年 「親鸞」仏教伝道文化賞
- 菊池寛賞（1974年 日本文藝家協会会長・理事長としての功績）
- 文化勲章、文化功労者（1977年）
- 四日市市名誉市民（1978年）[17]
- 1983年 「蓮如」野間文芸賞
- 早稲田大学芸術功労者（1987年）
- 武蔵野市名誉市民（1992年）[18] 。
- 従三位（2005年）

## 著書

### 小説

#### 戦前
- 『鮎』文体社、1935　のち角川文庫、集英社文庫、講談社文芸文庫
- 『自分の鶏 創作集』双雅房 1935
- 『閨秀作家 他一篇』竹村書房 1936
- 『この絆』改造社 1936
- 『小鳩』信正社 1936
- 『新居』信正社 1936
- 『若い季節』竹村書房 1936
- 『愛慾の位置』竹村書房 1937 のち角川文庫
- 『海の色』竹村書房 1937
- 『幼い薔薇』版画荘文庫 1937
- 『迎春』双雅房 1937
- 『女人禁制』双雅房 1937
- 『女人彩色』河出書房 1937
- 『豹の女』河出書房 書きおろし長篇小説叢書　1937
- 『花戦』竹村書房 1938
- 『生きてゆく女達』新小説選集 春陽堂 1938
- 『跳ぶ女』赤塚書房 1938
- 『薔薇合戦』竹村書房 1937－38
- 『還らぬ中隊』中央公論社 1939
- 『東京の女性 長篇小説』改造社 1939
- 『七色の朝 丹羽文雄読物集』実業之日本社 1939
- 『南国抄』新潮社 昭和名作選集　1939
- 『丹羽文雄選集』全7巻 古谷綱武編 竹村書房 1939
- 『或る女の半生』河出書房 1940
- 『太宗寺附近』新潮社 1940
- 『風俗』三笠書房 1940
- 『紅螢 丹羽文雄讀物集』時代社 1940
- 『職業もつ女 丹羽文雄選集』春陽堂書店 1941
- 『人生案内 丹羽文雄選集』春陽堂書店 1941
- 『浅草寺附近』青木書店 1941
- 『対世間 丹羽文雄選集』春陽堂書店 1941
- 『中年』河出書房 1941
- 『闘魚』新潮社 1941
- 『怒濤』改造社 1941
- 『菜の花時まで』春陽堂文庫 大衆小説篇　1941
- 『碧い空』宝文館 1942
- 『海戦』中央公論社、1942
- 『勤王届出』大観堂 1942
- 『この響き』実業之日本社 1942
- 『青蝉』三杏書院 1942
- 『ソロモン海戦』國民畫報社 1943
- 『報道班員の手記』改造社 1943
- 『みぞれ宵』東洋社 1943
- 『現代史 運命の配役 第1編』改造社 1944
- 『水焔』新潮社 1944
- 『春の山かぜ』春陽堂 1944

#### 戦後
- 『姉おとうと』生活社 日本叢書　1946
- 『三姉妹』春陽堂 1946
- 『書翰の人』鎌倉文庫 現代文学選、1946　のち集英社文庫
- 『憎悪』大野書店 1946
- 『椿の記憶』コバルト社 コバルト叢書　1946
- 『陶画夫人』六興出版部 1946
- 『昔男ありて』豐島ヶ丘書房 1946
- 『芽』和田堀書店 1946
- 『逢初めて』三島書房 1947
- 『女の侮蔑』三昧書林 1947
- 『群女』新太陽社 1947
- 『白い南風』八雲書店 1947-48
- 『十字路』日東出版社 1947
- 『女商 特選小説集』斎藤書店 1947
- 『贅肉』実業之日本社 1947
- 『似た女』尾崎書房 1947
- 『理想の良人』風雪社 1947
- 『厭がらせの年齢』1948 新潮文庫、集英社文庫
- 『魚と女房達』かに書房 1948
- 『家庭の秘密』峰書房 1948
- 『幸福』世界文学社 1948
- 『哭壁』講談社 1948　のち新潮文庫
- 『守礼の門』文藝春秋新社 1948
- 『誰がために柳はみどりなる』文学界社 1948
- 『丹羽文雄選集』全4巻 改造社 1948-49
- 『人間図』改造社 1948
- 『人間模様』大日本雄弁会講談社 1948
- 『春の門』東方社 1948
- 『愛人』文藝春秋新社 1949
- 『怒りの街』八雲書店 1949
- 『落鮎』中央公論社 1949
- 『かしまの情』新潮社 1949
- 『告白』六興出版部 1949　のち角川文庫
- 『純情』大日本雄弁会講談社 1949
- 『町内の風紀』明星出版社 1949
- 『日本敗れたり 御前会議』銀座出版社 1949
- 『開かぬ門』不動書房 1949
- 『暴夜物語』東方社 1949
- 『路は続いて居る』六興出版社 1949

#### 1950年代
- 『雨跡』河出書房 1950
- 『落穂拾ひ』京橋書院 1950
- 『好色の戒め』創元社 1950　のち集英社文庫
- 『新家族』大日本雄弁会講談社 1950
- 『生活の中の詩』東方社 1950
- 『東京どろんこオペラ』六興出版社 1950
- 『当世胸算用』中央公論社 1950
- 『七十五日物語』東方社 1951
- 『海は青いだけでない』新潮社 1951
- 『結婚式』北辰堂 1951
- 『幸福への距離』新潮社 1951
- 『天の樹』創元社 1951
- 『爬虫類』文藝春秋新社 1951　のち新潮文庫
- 『惑星』湊書房 1951
- 『女靴』小説朝日社 1952
- 『世間知らず』文藝春秋新社 1952
- 『虹の約束』新潮社 1952
- 『青麦』文藝春秋新社 1953　のち新潮文庫、角川文庫
- 『禁猟区』白灯社 1953　のち新潮文庫
- 『結婚生理』東方社 1953
- 『恋文』朝日新聞社 1953　のち角川文庫
- 『遮断機』東西文明社 1953　のち角川文庫
- 『朱乙家の人々』大日本雄弁会講談社 1953
- 『丹羽文雄文庫』全25巻 東方社 1953-55
- 『濃霧の人』東方社 1953
- 『藤代大佐』東方社 1953
- 『蛇と鳩』朝日新聞社 1953　のち新潮文庫、角川文庫
- 『庖丁』毎日新聞社 1954　のち角川文庫
- 『慾の果て』新潮社 昭和名作選　1954
- 『女の計略』鱒書房 コバルト新書　1955
- 『支那服の女』河出新書　1955
- 『露の蝶』雲井新書　1955
- 『ファッション・モデル』大日本雄弁会講談社 ロマン・ブックス　1955
- 『菩提樹』新潮社 1955-56　のち文庫
- 『飢える魂』大日本雄弁会講談社 1956　のち新潮文庫
- 『女の四季』河出新書　1956
- 『崖下』大日本雄弁会講談社 1956
- 『魚紋』河出新書 1956　のち角川文庫
- 『今朝の春』角川小説新書　1956
- 『さまざまの嘘』弥生書房 1956
- 『悔いなき愉悦』大日本雄弁会講談社 1957
- 『四季の演技』角川書店 1957
- 『親鸞とその妻』全3巻 新潮社 1957-59　のち文庫
- 『其日の行為』東方社 1957
- 『東京の女性』角川小説新書 1957
- 『日日の背信』毎日新聞社 1957　のち新潮文庫
- 『丹羽文雄作品集'』全8巻別巻1 角川書店 1956-57
- 『忘却の人』角川小説新書 1957
- 『浅草の唄』角川書店 1958
- 『運河』新潮社 1958　のち文庫
- 『染められた感情』講談社 1958
- 『娘』東方社 1958
- 『藍染めて』東方社 1959
- 『女は恐い』東方社 1959
- 『架橋』講談社 1959
- 『鬼子母神界隈』東方社 1959
- 『愁眉』講談社 1959
- 『人生案内』東方社 1959
- 『貞操切符』東方社 1959
- 『天衣無縫』講談社 1959
- 『煩悩具足』東方社 1959

#### 60年代
- 『愛の塩』東方社 1960
- 『顔』毎日新聞社 1960　のち新潮文庫
- 『鎮花祭』文藝春秋新社 1960　のち三笠書房
- 『秘めた相似』講談社 1960
- 『ふき溜りの人生』新潮社 1960
- 『水溜り』講談社 1960
- 『美しき嘘』中央公論社 1961　のち新潮文庫
- 『献身』新潮社 1961　のち文庫
- 『高圧架線』講談社 1961
- 『中年女』講談社 1961
- 『雪』講談社 1961
- 『ゆきずり』講談社 1961
- 『有情』新潮社 1962　のち集英社文庫
- 『この世の愁い』講談社 1962
- 『最初の転落』講談社 1962
- 『山麓』角川書店 1962
- 『母の晩年』東方社 1962
- 『欲望の河』新潮社 1962
- 『ある関係』講談社 1963
- 『悔いなき煩悩』新潮社 1963  のち集英社文庫
- 『女医』講談社 1963
- 『情事の計算』講談社 1963
- 『海の蝶』講談社 1964
- 『再婚』新潮社 1964
- 『浜娘』講談社 1964
- 『命なりけり』朝日新聞社 1965 のち新潮文庫
- 『かえらざる故郷』講談社 1965 のち三笠書房
- 『かりそめの妻の座』講談社 1965
- 『だれもが孤独』講談社 1965
- 『雪の中の声』新潮社 1965
- 『朝顔』河出書房新社 1966
- 『一路』講談社 1966　のち文庫
- 『女心』講談社 1966
- 『母の始末書』新潮社 1966
- 『魔身』中央公論社 1966　のち文庫
- 『人妻』新潮社 1967
- 『有料道路』文藝春秋 1967
- 『海辺の告白』講談社 1968
- 『蛾』講談社 1968
- 『晩秋』朝日新聞社 1968
- 『婚外結婚』新潮社 1969
- 『親鸞』全5巻 新潮社 1969、新版・全3巻 1973　のち文庫、小学館 全7巻
- 『肉親賦』講談社 1969

#### 70・80年代以降
- 『運命』講談社 1970
- 『無慚無愧』文藝春秋 1970
- 『燕楽閣』講談社 1971
- 『解氷』新潮社 1971、改題『解氷の音』集英社文庫 1983
- 『白い椅子』講談社 1972　のち文庫
- 『太陽蝶』新潮社 1972
- 『尼の像』新潮社 1973
- 『渇愛』新潮社 1974
- 『丹羽文雄文学全集』全28巻　講談社 1974-76
- 『干潟』新潮社 1974、集英社文庫 1982
- 『再会 自選短編集2』集英社文庫 1978 全5巻
  - 「1 鮎　他9篇」「3 書翰の人」「4 厭がらせの年齢」「5 母の晩年」
- 『山肌』新潮社 上下 1980　のち文庫
- 『四季の旋律』新潮社 上下 1981 のち文庫
- 『樹海』新潮社 上下 1982　のち文庫
- 『妻 短篇集』講談社 1982
  - 『鮎・母の日・妻　丹羽文雄短篇集』講談社文芸文庫 2006 作品10篇
- 『蓮如』全8巻 中央公論社 1982　のち文庫 改版1998
- 『丹羽文雄の短編30選』角川書店 1984　河野多恵子編
- 『絆』学芸書林 1990　短篇8編
- 『海戦 伏字復元版』中公文庫 2000

### 随筆など
- 『一夜の姑娘 新選随筆感想叢書』金星堂 1939
- 『秋冷抄 随筆集』砂子屋書房 1940
- 『私は小説家である』銀座出版社 1947
- 『小説作法』文藝春秋新社 1955　のち角川文庫、講談社文芸文庫
- 『久村清太』帝国人造絹糸 1955
- 『秦逸三』帝国人造絹糸 1955
- 『私の人間修業』人文書院 1955
- 「好色一代女」（井原西鶴）現代語訳　河出書房・日本国民文学全集 1955　のち河出文庫
- 『現代人の日本史 天平の開花』河出書房新社 1959
- 『人生作法』雪華社 1960 のち角川文庫
- 『結婚論 愛と性と契り』編 婦人画報社 1962
- 『丹羽文雄・文学と人生に関する211章』小泉譲編 東京出版センター 1969
- 『小説家の中の宗教 丹羽文雄宗教語録』大河内昭爾編 桜楓社 1971
- 『新人生論』中村八朗編 秋元書房 1971
- 『古里の寺』講談社 1971
- 『仏にひかれて わが心の形成史』読売新聞社 1971　のち中公文庫
- 『親鸞紀行 歴史と文学の旅3』平凡社 1972
- 『人生有情 告白・わが半生の記』いんなあとりっぷ 1973
- 『ゴルフ・丹羽式上達法 51歳から始めてシングルになる』講談社 1976 のち「ゴルフ上達法」潮出版社
- 『創作の秘密』講談社 1976
- 『ゴルフ談義』講談社 1977　のち潮出版社
- 『親鸞の眼』ゆまにて 1977
- 『私の年々歳々』サンケイ出版 1979
- 『私の小説作法』潮出版社 1984
- 『ひと我を非情の作家と呼ぶ 親鸞への道』光文社 1984　のち光文社文庫
- 『わが母、わが友、わが人生』角川書店 1985
- 『エイジ・シュート達成』潮出版社 1986
- 『人間・舟橋聖一』新潮社 1987
- 『をりふしの風景』学芸書林 1988

## 伝記・書誌
- 福島保夫『柘榴の木の下で　私の中の丹羽文雄』栄光出版社 1985
- 福島保夫『うゐのおくやま　続・私の中の丹羽文雄』武蔵野書房 1999
- 大河内昭爾『追悼丹羽文雄』鳥影社 2006
- 『丹羽文雄文藝事典』秦昌弘・半田美永編 和泉書院 2013
- 『丹羽文雄書誌』岡本和宜編、和泉書院「近代文学書誌大系」2013

## 家族
- 父 - 丹羽教開（1871-1945）。崇顕寺の入り婿。義母のかづ江と関係を持つ。[19]
- 母 - 丹羽こう（1880-1956）。役者と駆け落ち後、岐阜で傘問屋の妾となるも相手が自殺[20]。晩年は認知症になり、丹羽が介護する。
- 兄弟 - 姉・伊藤幸子（渡米し現地で結婚）、父の後妻との間に弟と妹。
- 妻 - 久松郁子と離婚後、再婚[21]。前妻は銀座でクラブママとして働き、丹羽の執筆生活を経済的に支えた[13]。後妻は晩年脳梗塞から認知症となる。
- 娘 - 本田桂子（両親の病によるストレスからアル中になるも、『父・丹羽文雄介護の日々』執筆を機に回復、介護と講演・著述活動を続けたが、2001年春に65歳で急逝）。
- 息子 - 米国留学し、ドイツ系アメリカ人女性と結婚。元フジテレビ社員。
- 孫 - 丹羽多聞アンドリウ

## 関連人物
- 尾崎一雄
- 火野葦平
- 永井龍男
- 有馬頼義
- 源氏鶏太
- 近藤啓太郎
- 柴田錬三郎
- 阿川弘之
- 新田次郎
- 瀬戸内寂聴
- 河野多恵子
- 竹西寛子
- 田村泰次郎
- 鈴木真砂女
- 高田文夫 - 本名の「文雄」は父親が丹羽と面識があった事から名付けられた。